# Prezident Ázerbájdžánu
Ázerbájdžán je prezidentská republika, s prezidentem Ázerbájdžánu jako hlavou státu a ministerským předsedou jako hlavou vlády.
Současný prezident Ázerbájdžánu je Ilham Alijev.

## Pravomoce
Prezident má právo vracet návrhy zákonů parlamentu, uděluje milosti, propůjčuje řády a vyznamenání. Podepisuje smlouvy, vyhlašuje volby a referenda.
Není-li prezident způsobilý výkonu funkce, např. rezignací, odvoláním, zdravotní nezpůsobilostí nebo úmrtím, podle ázerbájdžánské ústavy přebírá pravomoci předseda Národního shromáždění do doby, než bude zvolen nový prezident nebo stávající bude znovu způsobilý výkonu funkce.